# André de Nesmond
André, marquis de Nesmond (* 17. November 1641 in Bordeaux, Frankreich; † 11. Juni 1702 in Havanna, Kuba) war ein französischer Seeoffizier und Aristokrat im späten 17. und Anfang des 18. Jahrhunderts. Er nahm an einigen Kriegen dieser Zeit mit französischer Beteiligung teil und beendete seine Karriere als Lieutenant-général (Vizeadmiral).

## Biografie

### Familie
Nesmond stammte aus einer ursprünglich in Irland beheimateten Familie, die sich in Angoulême ansiedelte und dort das Pergamentmacherhandwerk betrieb. Die Familie war in der Folge in Bordeaux und Angoumois ansässig und stellte mehrere Präsidenten des Parlaments von Bordeaux sowie einen Ersten Präsidenten des Pariser Parlaments.
Nesmond war der Sohn von Henri de Nesmond, Seigneur de Maillou (ca. 1600–1687) und Marie de Tarneau. Aus dieser Verbindung gingen sechs Kinder hervor, darunter auch Henri de Nesmond (1655–1727), Erzbischof von Albi und Toulouse.

### Militärkarriere
Im Alter von 17 Jahren, am 31. Mai 1658, wurde Nesmond unter Angabe eines falschen Adelstitels in den Orden des Heiligen Johannes von Jerusalem aufgenommen. Um jedoch später heiraten zu können, legte er sein Gelübde nicht ab.
1662 trat er in die Französischen Marine ein und wurde am 15. November 1662 zum Leutnant mit einem Jahresgehalt von 1000 Livres befördert. Im folgenden Jahr wurde er auf dem Weg nach Lissabon an Bord der L’Infante im Kampf gegen drei Korsarenschiffe der algerischen Barbaresken verwundet. Am 29. April 1666 war er Teil des Levante-Flotte als stellvertretender Kommandant der Saint Louis (56 Kanonen, 400 Besatzungsmitglieder plus 50 Mann Marineinfanterie), das von Geschwaderführer Pierre de Some of Fricambault kommandiert wurde. Am 1. Januar 1667 wurde er in Rochefort zum Kapitän befördert und befehligte im selben Jahr die Palmier. Unter dem Oberbefehl des Herzogs von Beaufort nahm er 1669 an der Belagerung von Candia auf Kreta teil, bei der der Herzog getötet wurde.

#### Holländischer Krieg

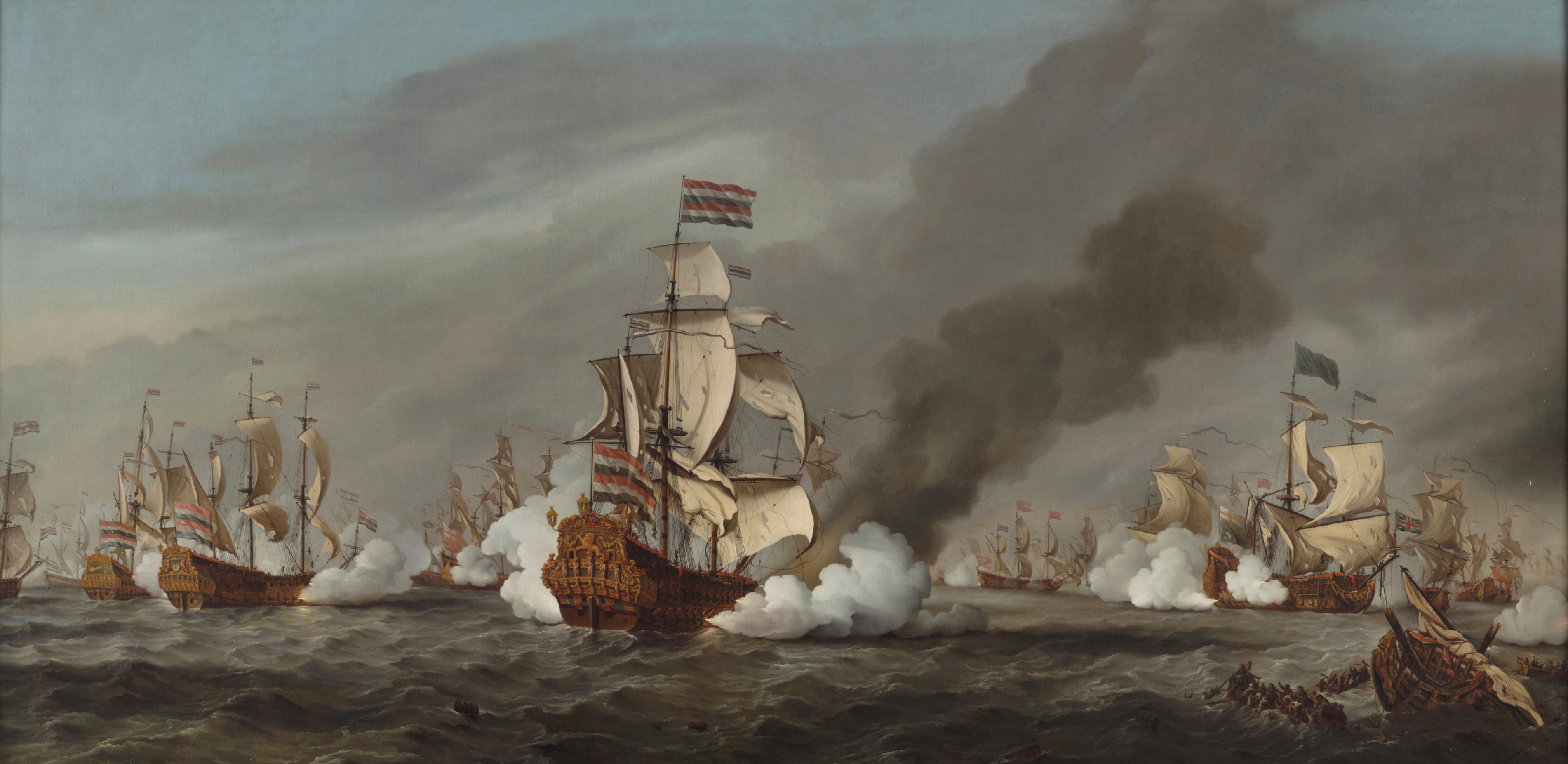
Seeschlacht vor Texel, 21. August 1673. Willem van de Velde, de Jonge. Het Scheepvaartmuseum Amsterdam.

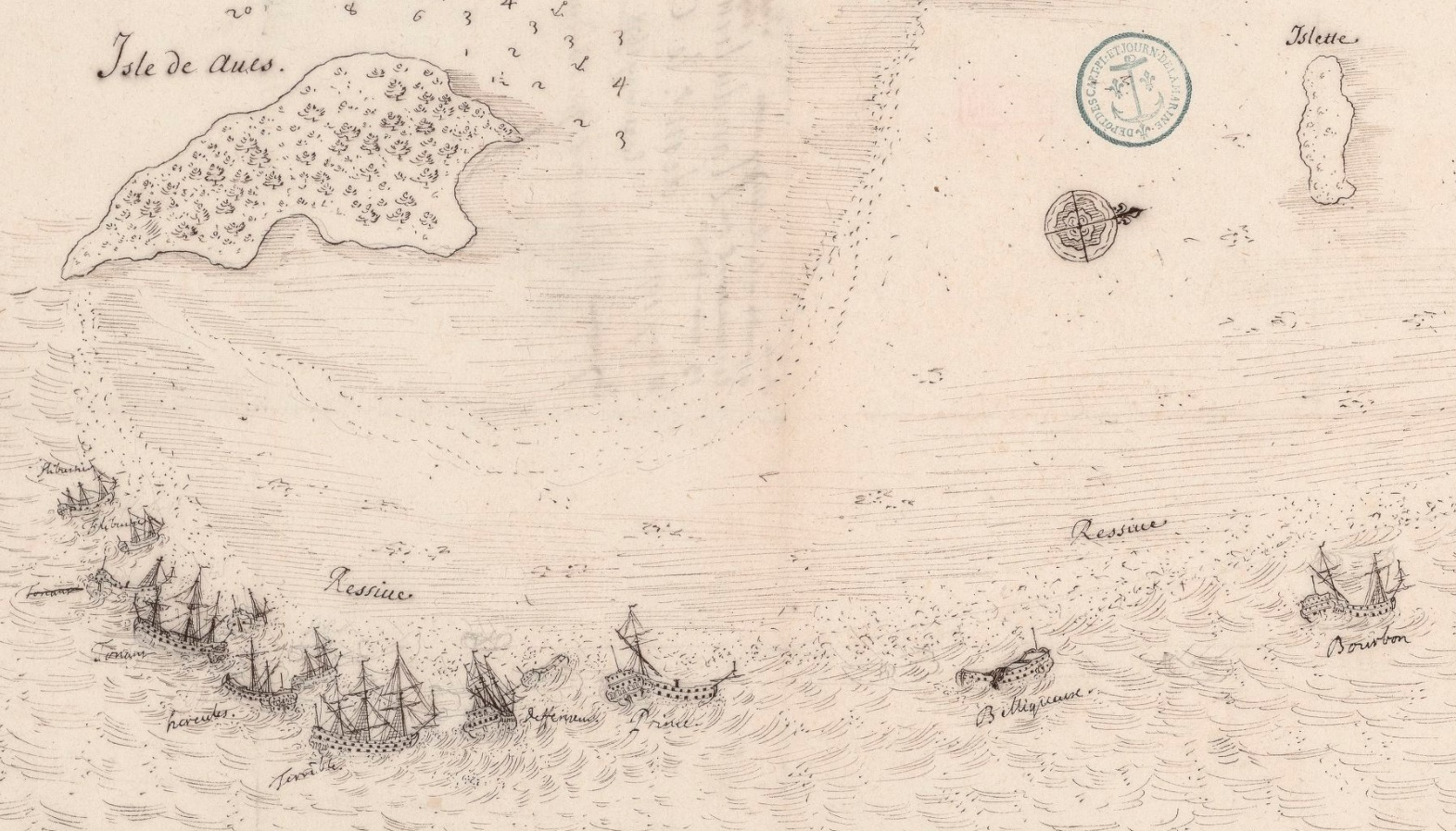
Der Schiffbruch bei den Aves-Inseln, bei dem Nesmond sein Schiff, die Belliqueux, verlor. Unbekannter Künstler.

Während des Holländischer Krieges war er an Bord der Conqueror (70 Kanonen) Teil der französisch-englischen Marinestreitkräfte des Duke of York und unter diesem in der Seeschlacht in der Solebay am 7. Juni 1672 und der Ersten und Zweiten Seeschlacht von Schooneveld eingesetzt. Der Kapitän des Schiffes fiel am 7. Juni, und Nesmond übernahm hiernach das Kommando. Wegen seines guten Einsatzes erhielt er am 15. Juni 1673 das Kommando über die Le Vaillant, mit der er am 21. August 1673 an der Seeschlacht vor Texel teilnahm.
1674 und 1675 befehligte er L’Actif und besiegte gemeinsam mit der Bon, L’Eclair und Fanfaron am 1. Februar 1675 den niederländischen Admiral Ruyter „den Jüngeren“ in der Nähe von Lizard Point und zwang ihn zum Rückzug nach Plymouth. Diese Aktion brachte ihm eine Erwähnung in der Gazette de France ein. 1677 und 1678 befehligte er Le Belliqueux mit 60 Kanonen unter anderem bei der Rückeroberung von Cayenne, dann auf den Kapverden und am 3. März 1677 in der Schlacht von Tobago in der Karibik unter dem Befehl des Grafen von Estrées. In der Folge war er 1678 mit seinem Schiff auch beteiligt, als eine von D’Estrées geleitete Expedition mit sieben Linienschiffen, drei Fregatten und sieben Hilfsschiffen die Insel Curaçao für den französischen König erobern sollte. Die Expedition scheiterte allerdings, weil die Schiffe auf die Riffe der Aves-Insel liefen, da D’Estrées sich hartnäckig geweigert hatte, auf Ratschläge örtlicher Lotsen zu hören, die vor den Gefahren der Gewässer um die Insel gewarnt hatten. Auch Nesmond verlor hierbei sein Schiff.
Bis 1685 hatte Nesmond die folgenden Kommandos inne: 1677 Le Fendant bei der Rückreise von den Antillen, von 1678 bis 1679 Le Joli als Wachschiff, 1680 Le Faucon bei einem Einsatz zur Überwachung spanischer Festungen im Golf von Mexiko, 1681 das Schulschiff La Favorite zur Offiziersausbildung, 1682 bis 1683 die L’Hercule im Geschwader des Marquis de Preuilly (Le Fort) bei der Jagd auf Barbaresken-Korsaren und schließlich 1685 Le Cheval Marin, die als Teil des Estrées-Geschwader an der Beschießung von Tripolis im Juni 1685 teilnahm.
1685, nach dem Frieden von Nimwegen, heiratete er Catherine de Métivier, Tochter eines Beraters des Parlaments von Bordeaux. Aus dieser Verbindung ging im folgenden Jahr eine Tochter hervor: Marie (1686–1726), die 1706 Jean d’Harcourt de Beuvron, Bruder von Henri d’Harcourt, heiratete.

#### Pfälzischer Erbfolgekrieg

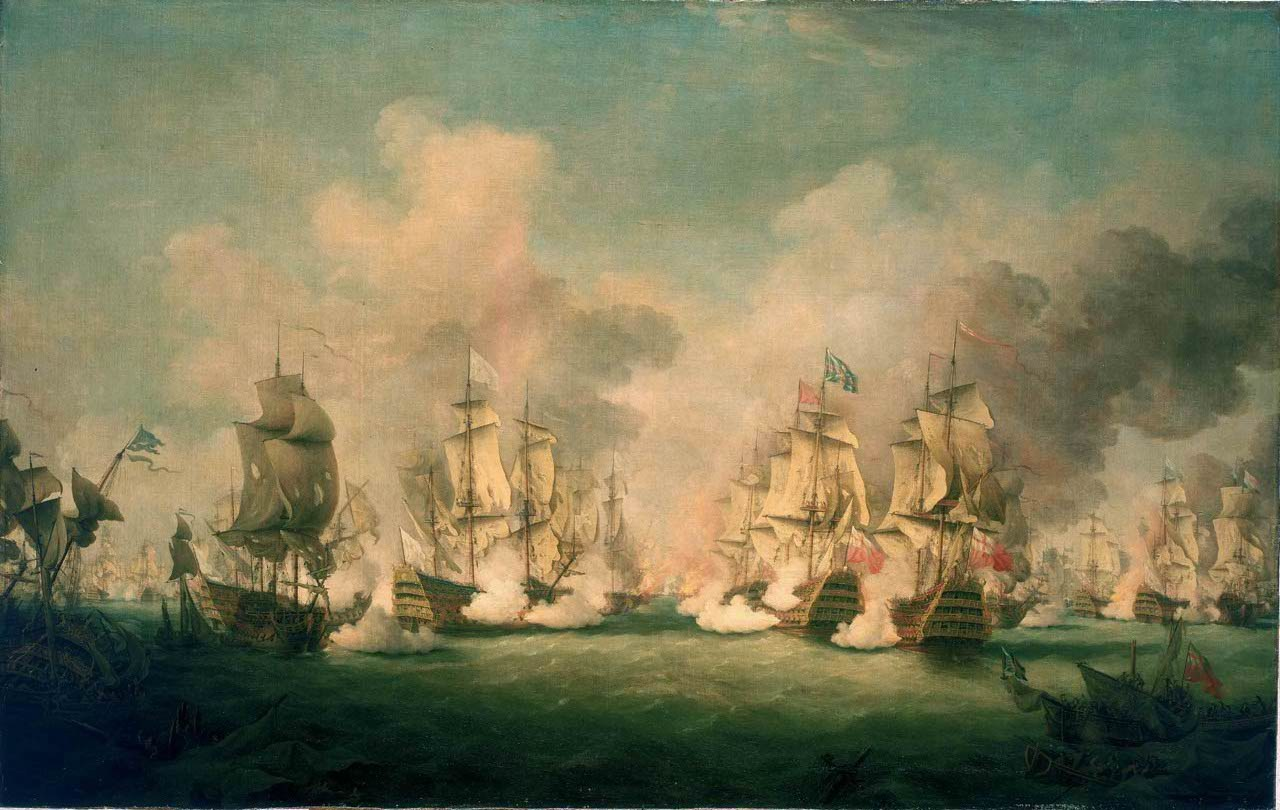
Schlacht von La Hougue (1692). Nesmond kommandierte die Vorhut der französischen Flotte. Ölgemälde von Richard Paton. National Maritime Museum.

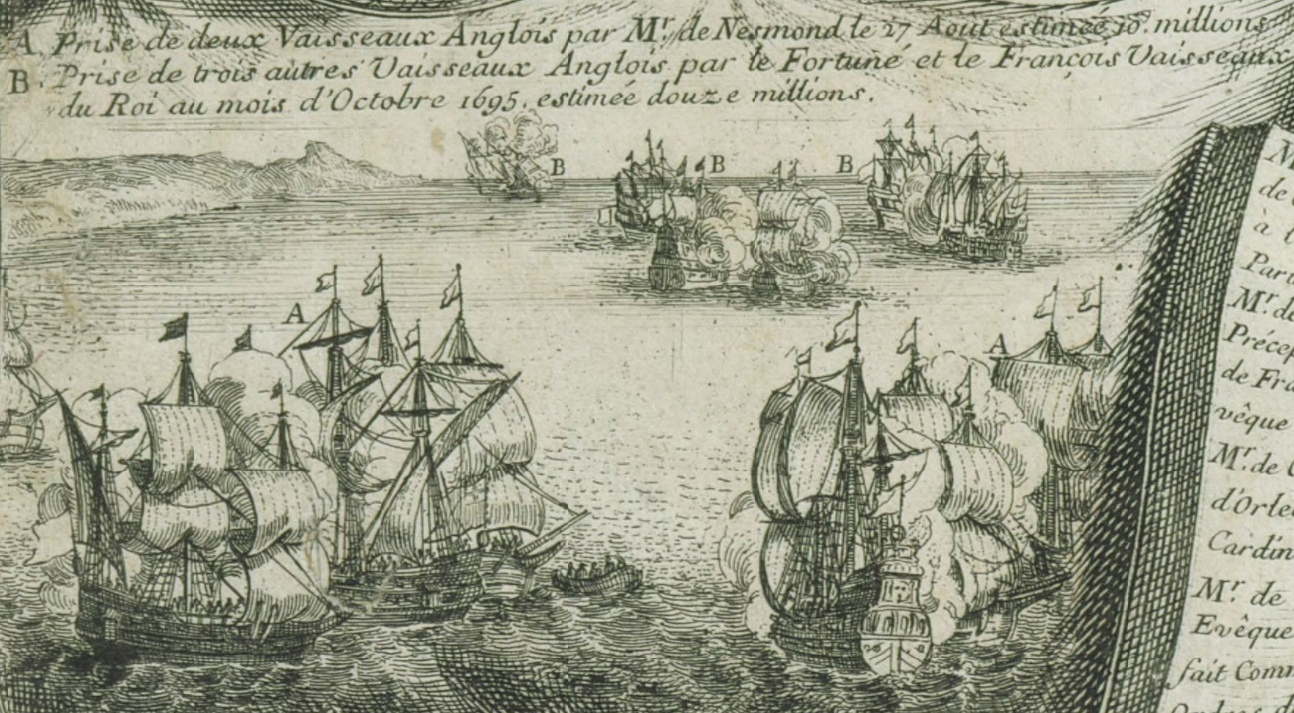
Die Eroberung mehrerer großer Handelsschiffe im Jahr 1695 durch André de Nesmond. Lithographie von Nicolas Langlois.

Am 6. Februar 1688, als sich der Pfälzische Erbfolgekrieg abzeichnete, wurde er anstelle von Châteaurenault zum Chef d’escadre (Geschwaderführer – Konteradmiral) befördert. 1690 eskortierte er mit der Fregatte Content die französischen Truppen, die zur Unterstützung von Jakob II. nach Irland geschickt wurden, und nahm an der folgenden Seeschlacht vor der Bantry Bay teil bei der ihm die Kaperung eines niederländischen Schiffes sowie die Versenkung eines britischen Schiffes gelang.
Am 10. Juli 1690 war er als Kapitän der Sovereign an der Seeschlacht von Beachy Head beteiligt und war anschließend vom 25. Juni bis 14. August 1691 Teilnehmer der „Großen Kampagne“ (französisch Campagne du Large) unter dem Kommando von Tourville, bei der die französische Flotte fünfzig Tage lang der englischen Flotte von Admiral Russell auswich, zunächst im Ärmelkanal, dann im Atlantik.
Am 29. Mai 1692 zeichnete er sich in der Schlacht von La Hougue am 29. Mai 1692 unter Tourville erneut aus, als er mit seinem Schiff Monarque und der von ihm kommandierten Division die niederländische Vorhut bis zum Ende der Schlacht in Schach hielt. Trotz der französischen Niederlage gelang es ihm, einen Teil seiner Division zu retten und zwei seiner Schiffe, Monarque und Aimable, über den Kanal und in Sicherheit zu führen.
Am 1. Januar 1693 wurde er in Toulon zum  Lieutenant-général des armées navales befördert und bei der Gründung des Ordens im Mai 1693 zum Ritter des Ordre royal et militaire de Saint-Louis ernannt.
In der Folge erwarb er als „Marquis de Nesmond“ den Ruf eines berüchtigten Korsaren, da er eine Anzahl feindlicher Schiffe mit kostbarer Ladung erobern konnte. 1693 gelang ihm in der Schlacht von Lagos vor der Küste Portugals die Eroberung von zwei niederländischen Kriegsschiffen und mehreren Handelsschiffen eines Konvois aus Smyrna.
Am 26. April 1695 kaperte er mit der L'Excellent, einem speziell für den Handelskrieg ausgestatteten Schiff in der Nähe der Scilly-Inseln in Begleitung von vier Korsarenschiffen aus Malouin die britische Esperance, 72 Kanonen. Im August 1696 machte er an Bord der Scepter seinen erfolgreichsten Beutezug, als er einen Konvoi der Britischen Ostindischen Kompanie angriff und dabei ein Eskortschiff versenkte und zwei  Ostindienfahrer beladen mit Porzellan, Diamanten, Lack, Seide, Pfeffer und Opium kaperte.
Die Ware (ohne die Diamanten) konnte Nesmond für 3150000 Livres an den protestantischen Finanzier Samuel Bernard weiterverkaufen. Darüber hinaus erbeutet de Nesmond 1500000 Livres, 240 Kanonen und nahm 716 Mann gefangen. Aufgrund dieser und anderer Erfolge französischer Korsaren zu dieser Zeit, ließ König Ludwig eine Medaille mit der Aufschrift Trésors des Indes enlevés aux ennemis (deutsch: ‚Den Feinden entrissene Schätze Indiens.‘) prägen. Im Frühjahr 1696 attackierte er an der Spitze eines Geschwaders mit den Schiffen Le Fougueux, Le Fort und Le Téméraire vor Kap Finisterre einen Konvoi aus einem Begleitschiff und acht Handelsschiffen, die aus Ostende kamen.
Im Jahr 1697 befehligte er ein Geschwader bestehend aus zehn Linienschiffen, zwei Brandern und einer Galiot, das zum Schutz Neufundlands in Neufrankreich und zum Einsatz gegen die Häfen von Boston, New York und weitere britische Siedlungen Neuenglands ausgesandt wurde. Er verließ Frankreich am 15. Mai 1697 und kam erst am 26. Juli in Plaisance an. Aufgrund einer Flaute konnte er Boston nicht angreifen. Anschließend ging er nach St. John’s, wo er dem Geschwader von John Norris gegenüberstand, wobei es aber nicht zur Konfrontation kam. Am 30. September 1697 kehrte er mit drei englischen Prisen nach Frankreich zurück. Im Mai 1698 konnte Nesmond den Engländern drei weitere reich beladene Schiffe abnehmen.
Im Jahr 1700 wurde de Nesmond zum Kommandeur des Saint-Louis-Ordens ernannt und der König gewährte ihm eine Rente von 3000 Livres pro Jahr. Er erhielt wiederum das Kommando über die Sceptre und brach zu einer weiteren Einsatzfahrt vor der Küste von Cádiz und Tunesien auf.

#### Spanischer Erbfolgekrieg
Zu Beginn des Spanischen Erbfolgekrieges wurde er vom Marquis de Châteaurenault in die Karibik geschickt, um die spanischen Galeonen zu schützen und nach Europa zurückzubegleiten. Er wurde jedoch krank und starb am 11. Juni 1702 an Bord der Ferme im Hafen von Havanna, Kuba.
Seinen Besitz erbte seine Tochter Marie d’Harcourt de Beuvron.